# Wiktor Felixowitsch Wekselberg

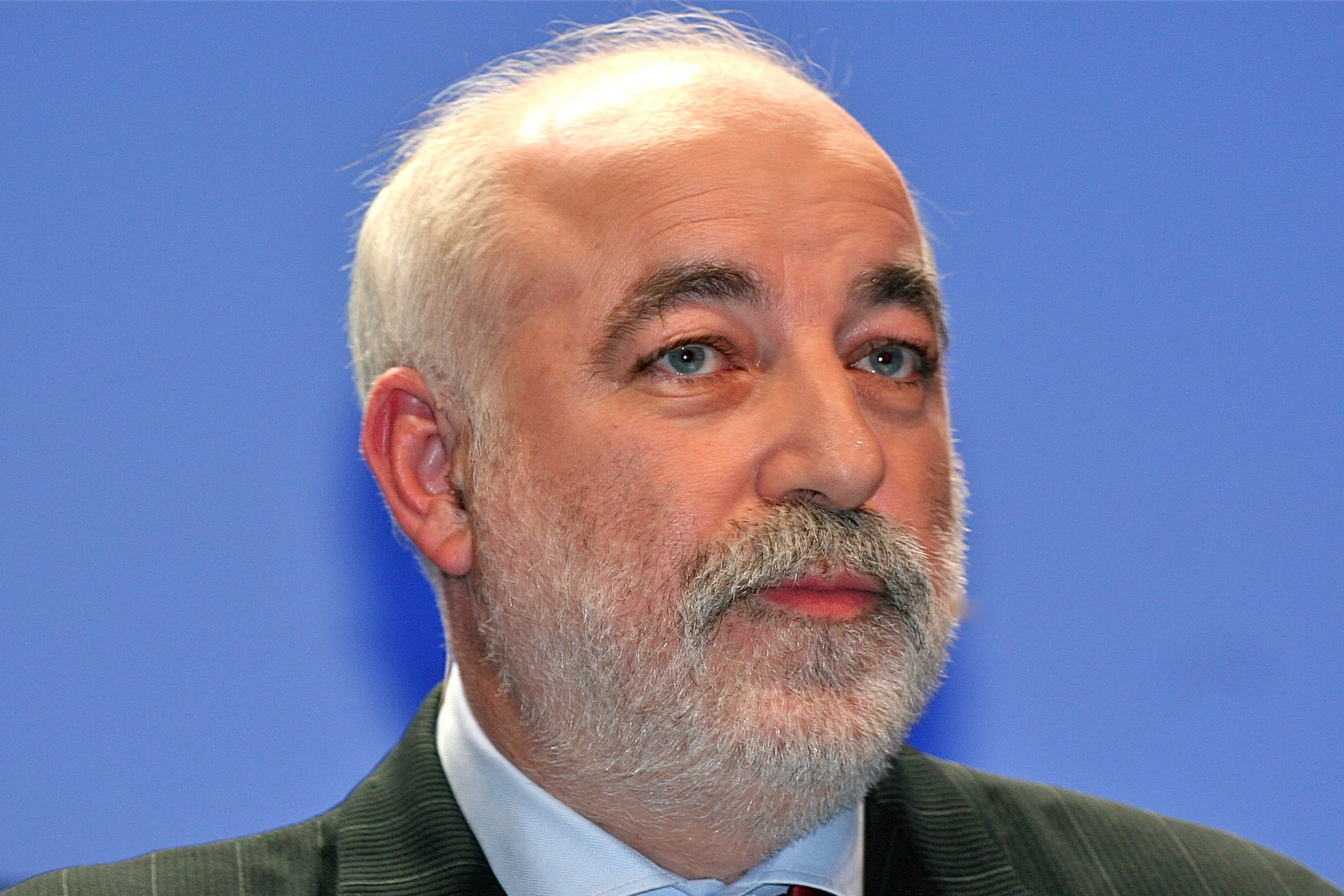
Wiktor Wekselberg

Wiktor Felixowitsch Wekselberg (russisch Виктор Феликсович Вексельберг, wiss. Transliteration Viktor Feliksovič Veksel'berg; * 14. April 1957 in Drohobytsch, Ukrainische SSR) ist ein russischer Investor und Oligarch, der dem russischen Präsidenten Wladimir Putin nahesteht. Er ist Mitbegründer der Renova Group (russisch Ренова) – mit Sitz in Moskau, ein 1990 gegründetes Konglomerat mit Beteiligungen an Aluminium, Öl, Energie, Telekommunikation und einer Vielzahl anderer Sektoren. Haupteigentümer und Präsident ist Wekselberg. In 15 Jahren wuchs sein Vermögen auf sechs Milliarden Dollar und beträgt heute etwa das Doppelte.
Seit dem 6. April 2018 steht Wekselberg auf der Liste von Sanktionen nach der Krimannexion durch Russland der USA. Seitdem schrumpfte sein Vermögen in wenigen Monaten um zwei bis drei Milliarden Dollar, laut Forbes.
Nach dem russischen Überfall auf die Ukraine verschärften die Vereinigten Staaten im März 2022 ihre Sanktionen. Auch Großbritannien, die EU und Australien verhängten Sanktionen, beschlagnahmten im Zugriffsbereich sein Vermögen und verhängten ein Einreiseverbot. Inzwischen hat sich auch die Schweiz den EU-Sanktionen angeschlossen.

## Herkunft und Ausbildung
Wekselberg wurde im westukrainischen Drohobytsch südlich von Lwiw geboren. Sein Vater war Ukrainer jüdischer Herkunft, seine Mutter Russin. Sie war Mitglied der Kommunistischen Partei der Sowjetunion (KPdSU) und ist gemäß Wekselberg „bis heute von dieser Ideologie überzeugt“. Bedingt durch das Studium in Moskau konnte Wekselberg 1974 erstmals Drohobytsch verlassen. 1979 schloss er sein Studium an der Fakultät für Automatisierung und Computertechnik (Abteilung für automatisierte Steuerungssysteme) an der Staatlichen Universität für Verkehrswesen Moskau (MIIT) ab, wo er mit Leonard Blavatnik, seinem späteren Geschäftspartner studierte. Er absolvierte ein Aufbaustudium am Rechenzentrum der Akademie der Wissenschaften der UdSSR. 
Bis zum Fall des Kommunismus 1991 arbeitete er als Forschungsingenieur (u. a. Software für staatliche Energiekonzerne) viele Jahre in einem Staatskonzern, dem Pumpenhersteller „Institute of Advanced Pneumatics“ in Moskau. Während des Umbaus der Wirtschaftsform der Sowjetunion (Perestroika) startete er ab 1988 parallel seine Karriere als Unternehmer. Laut Spiegel-Interview von 2006 war Wekselberg Laborleiter einer Firma, die Erdöl förderte, als Michail Gorbatschow 1988 mit Glasnost erstmals private Geschäfte per Gesetz erlaubte.
Er unterhält zahlreiche Wohnsitze, sein Hauptwohnort ist laut Forbes Magazine Moskau. Nach Abschaffung der Pauschalbesteuerung für reiche Ausländer im Kanton Zürich kündigte Wekselberg an, im Herbst 2010 seinen Wohnort aus diesem Kanton in den Kanton Zug zu verlegen. Nach eigenen Aussagen sei die geringe Steuerbelastung im Kanton Zug allerdings nur ein Grund von vielen für den Umzug.
2017 kaufte Wekselberg über die Lamesa-Group – mit Sitz in Panama – einen zyprischen Pass („Goldenes Visum“) und erlangte damit die Unionsbürgerschaft der Europäischen Union. Im August 2014 beteiligte sich Lamesa in Höhe von 1 Milliarde Euro an der Kapitalerhöhung der Bank of Cyprus. Gleichzeitig wurden der US-Handelsminister Wilbur Ross (Paradise Papers) und der ehemalige KGB-Beamte und Freund Putins, Vladimir Strzhalkovskiy, zum stellvertretenden Vorsitzenden der Bank gewählt. 2015, nach seinem Rücktritt als Vorstandsmitglied, verkaufte Strzhalkovskiy einen Teil seiner Anteile an Wekselberg. Ross trat von der Bank zurück, nachdem er 2017 als Handelsminister bestätigt worden war. Ab 19. Januar 2017 war Lamesa direkt oder indirekt Eigentümerin von 9,3 % der Aktien der Bank und damit größter Einzelaktionär und Wekselberg wurde 2017 die zypriotische „Ehreneinbürgerung“ verliehen.

## Werdegang
Auf seinen Reisen zu den Ölfeldern fiel ihm auf, dass Elektrokabel nach einem Jahr entsorgt wurden und große Müllhalden entstanden waren. Für den Antrieb der Pumpen wurden Elektrokabel benötigt. Mit Freunden gründete er die Kooperative NPO KomWek (Kompanie Wekselberg), die ein Verfahren zur Rückgewinnung des Kupfers entwickelte und anfänglich Tauschhandel betrieb sowie für den Irkutsk Aluminium Konzern arbeitete. 
Durch den Verkauf über staatliche Außenhandelsfirmen an große deutsche Firmen erlöste er für eine Tonne Kupfer 3000 Dollar. Für die entsprechende Menge Kabelschrott zahlte er jedoch nur 100 Dollar, da damals den staatlichen Energiekonzernen der Wert des Kupferschrotts unbekannt war. Nach einem Jahr setzte der Staat dem ein Ende. Wekselberg importierte preisgünstig gebrauchte Computer im Westen, rüstete sie mit eigener Software aus und verkaufte sie teuer an staatliche Energiekonzerne. Durch diese Geschäfte mit staatlichen Energiekonzernen wurde Wekselberg reich.

### Renova-Gruppe
1991 gründete er mit seinem ehemaligen Mitstudenten und Exilrussen Leonard Blavatnik die Renova-Gruppe (auch Access-Renova). Zwei Drittel der Anteile gehören zu Wekselbergs KomWek und ein Drittel zu Access Industries. Blavatnik lebte in den USA und brachte über sein Investmentunternehmen Access Industries westliches Kapital in das gemeinsame Unternehmen ein. Die Renova ist hauptsächlich in Russland, den GUS-Staaten, der Schweiz, Südafrika und den Vereinigten Staaten tätig und profitierte 1993 finanziell von der Privatisierung der Aluminiumindustrie in Russland unter Jelzin. Wekselberg beteiligte sich in den 1990er Jahren auch an den harten Kämpfen um die Kontrolle der russischen Aluminiumindustrie. Er kaufte Raffinerien im Ural und in Ostsibirien auf, um sie 1996 zur Siberian-Urals Aluminium Company (SUAL) zu vereinigen, die damals rund 20 Prozent des russischen Aluminiums produzierte. Besonders wertvoll sind die europaweit größten Bauxitvorkommen des Konzerns und die Kontrolle über den zweitgrößten russischen Energieproduzenten Irkutskenergo, der die preiswerte Energie für die Aluminiumproduktion liefert. Renova erwarb sich schnell den Ruf, eines der fortschrittlichsten Investment- und Geschäftsunternehmen in Russland zu sein, und investierte in zahlreichen Branchen. 1994 führte Renova in Russland die erste feindliche Übernahme eines Unternehmens nach westlichem Muster durch und nutzte konsequent die Möglichkeiten der Privatisierung staatlicher Betriebe.
Die Renova-Gruppe, mit diversen Sitzen und Ablegern weltweit, umfasst seither Erdöl-, Erdgas-, Maschinenbau-, Chemie-, Telekom-, Immobilien- sowie Versorgungsunternehmen, Gold- und Platinminen sowie einen Private-Equity-Fund.

### TNK-BP
Nach der Wiederwahl von Boris Jelzin als russischer Staatspräsident im Jahr 1996 beteiligte sich Wekselberg an den Versteigerungen von Staatsbetrieben. Im Juli 1997 konnte er zusammen mit der Alpha-Gruppe 44 Prozent der Tyumen Oil Company (TNK) übernehmen. Dafür sollten 810 Millionen US-Dollar in die TNK, eines der größten russischen Öl- und Gasunternehmen, investiert werden. 
Noch im Jahr 1997 übernahm Wekselberg die Kontrolle über diese Gesellschaft. 2003 wurde ein Joint Venture mit dem Ölkonzern British Petroleum (BP) gebildet und die TNK-BP Ltd. in der Steueroase Britische Jungferninseln gegründet. British Petroleum (BP) investierte damals rund sieben Milliarden USD und brachte internationale Erfahrung und technische Perfektion ein. Die anderen 50 % hielt das damalige Konsortium ARA. Die Access Industries von Leonard Blavatnik hielt zusammen mit der Renova Group von Wekselberg einen Anteil von 12,5 %, die Alfa-Gruppe des Oligarchen Michail Fridman einen Anteil von 37,5 %. 
Auf Druck der russischen Regierung unter Wladimir Putin musste TNK-BP im Juni 2007 ihren Anteil am ostsibirischen Gasfeld Kowytka deutlich unter Wert an Gazprom verkaufen. Wekselberg war Leiter der Erdgassparte von TNK-BP und versuchte seither, die Anteile zurückzukaufen. Seit 2013 ist das Unternehmen eine hundertprozentige Rosneft-Tochter. Wekselberg erlöste 7 Milliarden Dollar für seinen Anteil von 12,5 % an TNK-BP.
2003 vereinbarte Wekselberg mit einem Investmentunternehmen der britischen Bankdynastie Fleming dessen Beteiligung mit 23 Prozent am umstrukturierten SUAL-Konzern.
2006 gab es in Russland noch immer keine Gerichtsbarkeit, kein Unternehmensrecht, das vor unsauberen Übernahmen schützte, sowohl privates Eigentum, als auch große Konzerne waren betroffen.
Im August 2006 leiteten die russischen Aluminiumriesen RUSAL der Oligarchen Oleg Deripaska und Roman Abramowitsch (gegründet 2000) und SUAL eine Dreierfusion mit dem Schweizer Rohstoffhändler Glencore von Marc Rich (mit Sitz in Baar) ein.
Am 14. Februar 2007 erfolgte der formelle Zusammenschluss zum – gemessen an der Produktionsmenge – weltgrößten Aluminiumkonzern. An dem dadurch erweiterten RUSAL-Konzern besaßen die früheren Eigentümer von Rusal 64,5 %, die SUAL 21,5 % und Glencore 14,0 %.
Der RUSAL-Konzern hat einen globalen Marktanteil von beinahe einem Fünftel, sein Wert wird auf etwa 25 Mrd. $ geschätzt, und er unterhält Produktionsstandorte vor allem in Russland, aber auch in den USA, Skandinavien, China und Afrika sowie Bauxit- und Tonerderaffinerien in Russland, der Ukraine, Afrika, Australien und Südamerika.
Wekselberg ist Aufsichtsratschef; die Geschäfte werden von Deripaska als CEO geführt, der auch im Aufsichtsrat sitzt. Neuer Generaldirektor wurde Aleksandr Bulygin.

## Strafrechtliche Anklagen

### Fall Sulzer 2009
Im April 2009 kündigte das Eidgenössische Finanzdepartement die Eröffnung eines Verwaltungsstrafverfahrens gegen Wekselberg, Ronny Pecik und Georg Stumpf an. Ihnen wurde vorgeworfen, beim Kauf von Beteiligungen am Maschinenbauunternehmen Sulzer gegen Meldepflichten verstoßen zu haben. Im Oktober 2010 wurde das Verfahren gegen Wekselberg, Ronny Pecik und Georg Stumpf gegen eine Wiedergutmachungszahlung von insgesamt zehn Millionen Franken eingestellt.

### Fall OC Oerlikon 2010
Im Januar 2010 wurden Ronny Pecik, Georg Stumpf und Wekselberg vom Eidgenössischen Finanzdepartement je eine Buße von 40 Mio. Franken wegen vermeintlicher Nicht-Meldung einer Gruppe beim Verkauf eines Aktienpakets der damaligen Unaxis (heute OC Oerlikon) von Victory an Wekselberg auferlegt. Der russische Vize-Ministerpräsident und Finanzminister Alexei Kudrin beschwerte sich daraufhin über die Buße. Nach einem Brief Wekselbergs an den russischen Ministerpräsidenten Putin im März 2010 intervenierte dieser und beauftragte den stellvertretenden Ministerpräsidenten Igor Schuwalow mit dem Fall. Ende Mai 2010 wurde bekannt, dass Wekselberg das Verfahren ans Bundesstrafgericht in Bellinzona weiterzog. Wekselberg, Pecik und Stumpf wurden vom Bundesstrafgericht am 23. September 2010 freigesprochen. Die Bußen in der Höhe von je 40 Mio. Franken sind hinfällig. Das Eidgenössische Finanzdepartement verzichtete nach eingehender Analyse der Urteilsbegründung auf den Weiterzug des Urteils vor das Schweizerische Bundesgericht in Lausanne.

### Bestechungsverdacht 2016
Anfang September 2016 wurde gegen Mitarbeiter der Energiefirma ZAO KES (heute „T Plus“) wegen Bestechung in den Jahren 2007–2014 ermittelt.

## Renova-Gruppe in der Schweiz
2004 richtete Wekselberg in Zürich einen Zweitwohnsitz ein und gründete dort die „Renova-Gruppe“ (Renova Group Equity Holdings AG und Renova Management AG). Im Spiegel-Interview gab er jedoch an, seine Zukunft als Russe in Russland zu sehen und ein Angebot, Gouverneur der Halbinsel Kamtschatka zu werden, wenn es käme, würde er ernsthaft prüfen.
Sein Rechtsanwalt Carl Stadelhofer stellte ihm den Manager Thomas Borer vor, den Wekselberg dann einstellte. Wekselberg kaufte sich ein in die Züblin Immobilien Holding und forciert seine internationalen Beteiligungen. 
Renova hält auch, aus Schweizer Sicht bedeutende, Beteiligungen an Nachfolgern einst berühmter Schweizer Konzerne und weiteren Unternehmen:
- Züblin Immobilien (Ende 2004)
- Unaxis (Juli 2006, Übernahme von 10,25 % der Anteile der Österreicher Ronny Pecik und Georg Stumpf an ihrem Unternehmen Victory Industriebeteiligung)
OC Oerlikon (im Januar 2007 wurde die Erhöhung auf 13,8 % bekanntgegeben, im Mai 2008 auf 39,1 %[26], im Juni 2010 auf 46,11 %)[27]
- Saurer (Juli 2006, über 10 %, die Victory hielt damals über 33 %, im April 2007 aber „eine kleine, nicht meldepflichtige Beteiligung“)
- Sulzer (April 2007, Übernahme von 32 %, davon 17,5 % in Aktien und 14,4 % als Call-Optionen, mit den Österreichern Ronny Pecik und Georg Stumpf und ihrem Unternehmen Victory Holding über das je hälftig gemeinsame Beteiligungsunternehmen Everest)
- Ascom (Februar 2007)[28]
- Schmolz + Bickenbach (September 2013, 25,5 %)

In Südafrika will Wekselberg Mangan und in der Ukraine Titan fördern.

## Avelar Energy
Im Dezember 2006 gründete die Renova Holding das Unternehmen Avelar Energy Ltd. und Avelar Management Ltd., welches schon im Februar 2007 den italienischen Konzern Energetic Source SPA kaufte, der wiederum ein Drittel der Anteile am größten italienischen Windenergieerzeuger Vento Energia kontrolliert. Gleichzeitig begann Avelar Energy Ltd. mit dem schweizerischen High-Tech-Konzern OC Oerlikon, an welchem die Renova mit knapp 14 Prozent beteiligt ist, die Entwicklung und Produktion von eigenen Solarzellen.
Am 7. März 2007 gab die Avelar Energy Ltd. bekannt, dass sie in Italien, der Schweiz und Deutschland innerhalb von fünf Jahren 1 Mrd. $ in erneuerbare Energien investieren werde. Mit Wind-, Sonnen- und Bioenergie sollen 1.000 Megawatt produziert werden.

## Verhältnis zu Putin und Medwedew
Wekselberg finanzierte die Überführung der sterblichen Überreste des russischen Philosophen Iwan Iljin und der seiner Frau von Zollikon nach Moskau und die Beisetzung im Donskoi-Kloster. Vor allem der russische Filmemacher Nikita Michalkow war maßgeblich an der Verbreitung von Iljins Ideen im postsowjetischen Russland beteiligt. Er verfasste mehrere Artikel über Ilyin und kam auf die Idee der Überführung und Umbettung, so wie Iljin es in seinem Testament gewünscht hatte. Die Wiederbestattungszeremonie fand im Oktober 2005 statt. Putin war persönlich an der Überführung von Ilyins sterblichen Überresten nach Russland beteiligt und weihte 2009 sein Grab. Iljin war 1922 des Landes verwiesen worden (Philosophenschiff). Ulrich Schmid nannte Iljin den Stichwortgeber des neuen Putin’schen Nationalismus.
Putins diskrete Bezugnahmen auf den russischen Philosophen Iwan Iljin zwischen 2000 und 2008 verstärkten sich nach 2012 noch. Nachdem Putin, der „geliebte und gefürchtete“ (Eltchaninoff) Präsident, Iljin zitiert hatte, verteilte die russische Präsidialverwaltung im Januar 2014 Schriften des russischen Philosophen an Gouverneure, wichtige Beamte und die Kader von Einiges Russland, insbesondere das Werk „Unsere Aufgaben“. Die in den Reden vermittelte Doktrin „verspricht dem Rest der Welt eine eher unruhige Zukunft“, so Michel Eltchaninoff 2014.
Im März 2010 erhielt Wekselberg von Präsident Dmitri Medwedew den Auftrag, in Skolkowo bei Moskau mit dem Innovationszentrum Skolkowo das russische Pendant zum amerikanischen Innovationszentrums Silicon Valley aufzubauen.

## Vermögen
Mit einem geschätzten Vermögen von 13,4 Milliarden US-Dollar ist er gemäß Forbes Magazine 2018 auf Rang 99 der reichsten Menschen der Welt sowie auf Rang 9 der reichsten Russen.
Wekselberg kaufte im Februar 2004 von der Familie Forbes in New York City für rund 100 Millionen Dollar ihre berühmte Peter-Carl-Fabergé-Sammlung mit 190 Kunstwerken, darunter auch neun kaiserliche Fabergé-Eier, die er im Kreml und bei weiteren Ausstellungen, wie auch in Zürich oder Berlin ausstellte. Durch Zukäufe hat er seine Kunstsammlung inzwischen auf mehr als 4000 Objekte erweitert. 
Mit dem Staat vereinbarte er die Einrichtung eines Museums im St. Petersburger Schuwalow-Palais, in dem künftig seine und weitere private Sammlungen ausgestellt werden können. Seit 2013 befindet sich seine Kunstsammlung in dem von seiner Stiftung The Link of Times Cultural and Historical Foundation betriebenen Fabergé-Museum in Sankt Petersburg.
In Moskau plant er die ersten größeren privaten Museen Russlands.

### Immobilien
Die österreichische Tageszeitung Kurier gab im Mai 2007 bekannt, dass Wekselberg „die teuerste Immobilie Kroatiens“ – eine gründerzeitliche Prachtvilla im Zentrum von Dubrovnik – erworben habe und eine Renovierung beabsichtige. Für „Bevorzugungen“ beim Erwerb habe Wekselberg der Stadt Dubrovnik eine Konzerthalle versprochen.

### Stiftung
Wiktor Wekselberg gründete 2000 mit Freunden die kulturhistorische Stiftung The Link of Times Cultural and Historical Foundation, welche außer Landes gebrachte historische und kulturelle Schätze suchen und nach Russland zurückholen soll. Im September 2006 zahlten Wekselberg und seine Freunde über die Stiftung 1 Mio. US-$ für die Rückführung jener 18 Glocken, die einmal zum Moskauer Danilow-Kloster gehörten und lange in Harvard waren. Im Sommer 2007 erfolgte die Rückführung nach Russland und für Harvard wurden Ersatzglocken hergestellt. Die Glocken waren 1930 vom amerikanischen Diplomaten und Industriellen Charles Crane vor dem Einschmelzen durch die Bolschewiken gerettet und auf verschlungenen Wegen in die USA gebracht worden. Dort wurde für sie eigens ein Turm im Lowell House der Harvard-Universität errichtet. 

### Jet und Yacht

Yacht Tango

Anfang März 2022 haben die USA einen Airbus A 319 und die im Hafen von Palma de Mallorca liegende Megayacht Tango von Wekselberg blockiert.

### Fußball
Für die Saison 2006/07 hielt Wekselberg die Vermarktungsrechte für die internationalen Freundschaftsspiele des argentinischen Fußballteams.

## Sanktionen nach Krimannexion und Überfall auf die Ukraine durch Russland
Seit dem 6. April 2018 steht Wekselberg auf der Liste von Sanktionen nach der Krimannexion durch Russland der USA. Seitdem schrumpfte sein Vermögen in wenigen Monaten um zwei bis drei Milliarden Dollar, laut Forbes.
Seine Vermögenswerte in den USA wurden eingefroren, bei Schweizer Banken soll Privatvermögen von zwei Milliarden Schweizer Franken blockiert worden sein. Wekselberg bezeichnete diese Sanktionen als „illegal und unfair“ und kündigte an, rechtlich dagegen vorzugehen. Um noch größere Vermögensverluste zu vermeiden, senkte er seine Beteiligung beim Technologiekonzern Sulzer von ursprünglich 63 auf unter 50 Prozent.
Die Postfinance verweigerte ihm die Eröffnung eines Kontos wegen unverhältnismässigem Aufwand. Das Berner Handelsgericht gab der Bank Recht (Urteil aus der Schweiz vom 17. November 2020). Gegen diesen Entscheid zog Wekselberg weiter vor das Bundesgericht, dieses gab Wekselberg Recht.
Im März 2022, nach dem russischen Überfall auf die Ukraine, verschärften die Vereinigten Staaten ihre Sanktionen. Auch Großbritannien, die EU und Australien verhängten Sanktionen, beschlagnahmten im Zugriffsbereich sein Vermögen und verhängten ein Einreiseverbot. Inzwischen hat sich auch die Schweiz den EU-Sanktionen angeschlossen.
Anfang März 2022 haben die USA einen Airbus A 319 und die im Hafen von Palma de Mallorca liegende Megayacht Tango von Wekselberg blockiert.

## Privates
Er ist verheiratet mit Marina Wekselberg und hat zwei Kinder, Irina (* 1980) und Alexander (* 1988). Irina absolvierte die Business School an der Yale University und arbeitet für die Renova-Gruppe in Manhattan.